# Połtawa (1911)
Połtawa – rosyjski, a następnie radziecki pancernik typu Gangut z okresu I wojny światowej i dwudziestolecia międzywojennego. Początkowo nazwany „Połtawa” dla uczczenia stoczonej w 1709 roku bitwy pod Połtawą. W 1926 roku okrętowi zmieniono imię na Frunze dla upamiętnienia rewolucjonisty Michaiła Frunzego.

## Historia
Stępkę pod czwarty pancernik typu Gangut położono w Stoczni Admiralicji w Piotrogordzie 16 czerwca 1909 roku. Wodowanie okrętu nastąpiło 23 lipca 1911 roku, zaś wejście do służby 30 grudnia 1914 roku. Po wejściu do służby został przydzielony do 1 Brygady Okrętów Liniowych stacjonującej w Helsinkach, która wchodziła w skład Floty Bałtyckiej. W ramach tej floty wziął aktywny udział w I wojnie światowej. W marcu 1918 roku wraz z innymi okrętami stacjonującymi w Helsinkach ewakuował się do bazy w Kronsztadzie. 24 listopada 1919 na okręcie wybuchł trwający 15 godzin pożar. Z powodu znacznego poziomu zniszczeń remont okrętu uznano za nieopłacalny i zdecydowano o wykorzystaniu go jako magazynu części zamiennych dla pozostałych jednostek typu Gangut. W tym czasie pojawił się projekt przebudowy kadłuba na lotniskowiec, który nie został jednak zrealizowany. 2 września 1924 roku podjęto decyzję o usunięciu z „Połtawy” uzbrojenia artyleryjskiego. W czerwcu 1925 po decyzji władz rozpoczęła się odbudowa okrętu, po której miał on ponownie wejść do służby. 7 stycznia 1926 imię okrętu zmieniono na „Frunze”. Po półrocznym remoncie z uwagi na brak środków dalsze prace zostały wstrzymane. W lutym 1928 przeznaczono kolejne środki na odbudowę okrętu, którą ostatecznie wstrzymano w grudniu 1928.
W kwietniu 1931 pojawił się projekt przebudowy kadłuba na krążownik liniowy, jednak z powodu innych priorytetów floty prac tych nie kontynuowano. We wrześniu 1935 planowano przebudować kadłub na pływającą baterię. Po niemieckiej inwazji na Związek Radziecki „Połtawa” został zaholowany do Kronsztadu. Późnym lipcem 1941 roku przeznaczony na złom kadłub zatonął na płytkich wodach w pobliżu Leningradzkiego Kanału Morskiego. Podczas oblężenia Leningradu jego kadłub był używany jako baza dla mniejszych okrętów. Podniesienie z dna nastąpiło 31 maja 1944. Jego wrak został zaholowany do Leningradu, a złomowanie rozpoczęło się w 1949 roku.
Po II wojnie światowej dwie wieże artyleryjskie „Połtawy” zostały użyte do odbudowania baterii artylerii nadbrzeżnej nr 30 (Maksym Gorki I) w Sewastopolu. Pozostawała ona w służbie radzieckiej Marynarki Wojennej do 1997 roku.

## Bibliografia

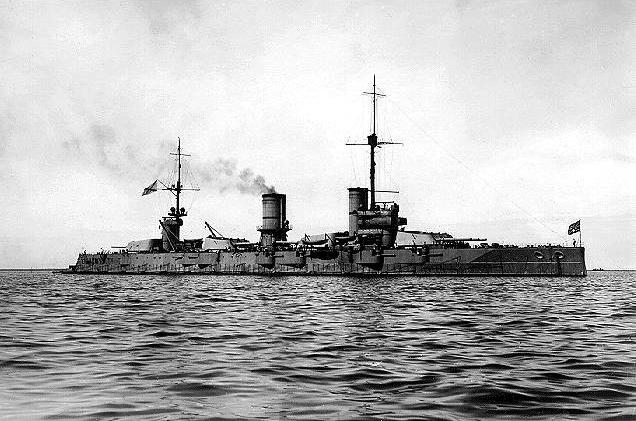
"Połtawa" w 1915 roku

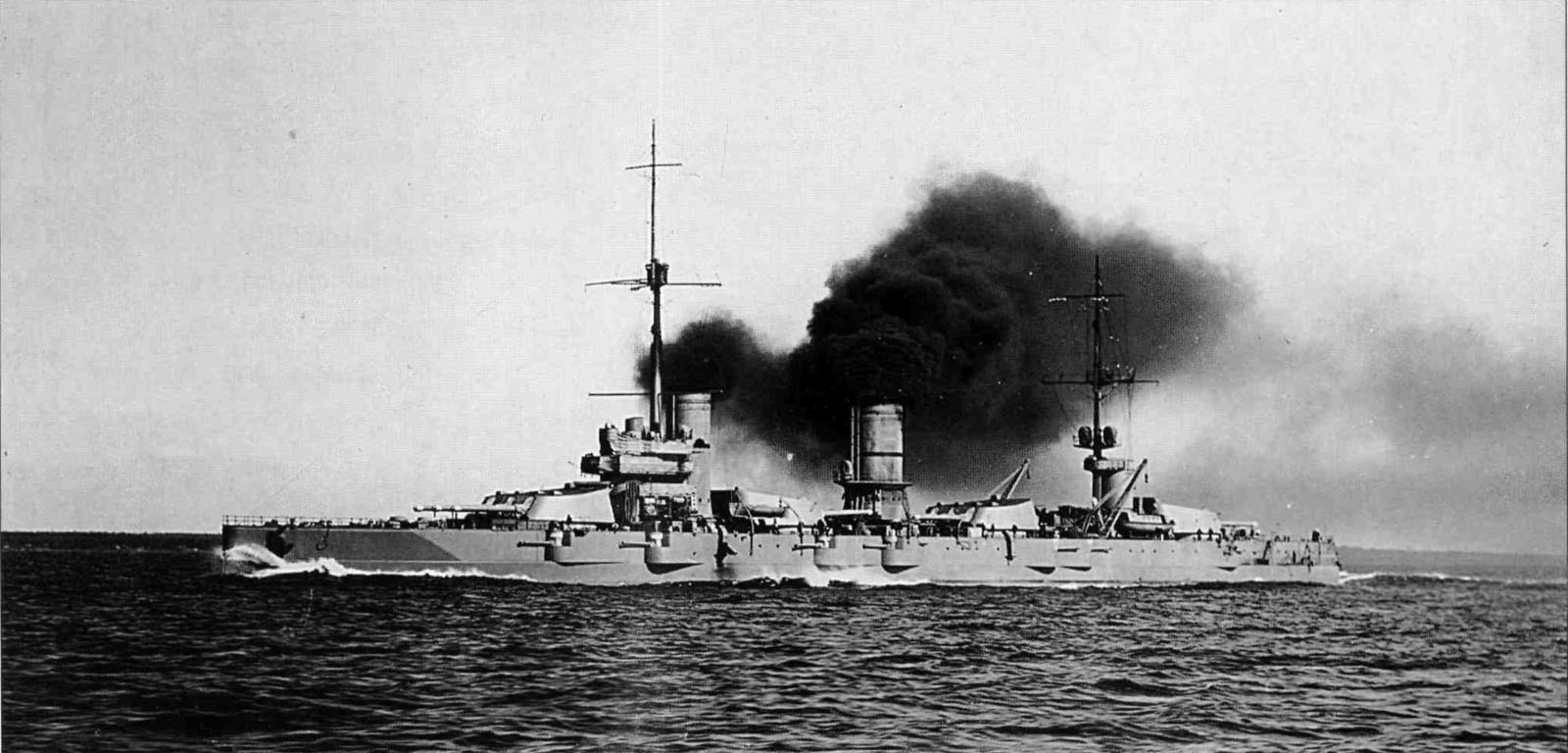
Pancernik "Połtawa"